# 桑德拉·托夫特
桑德拉·托夫特（丹麥語：Sandra Toft，1989年10月18日—），丹麦女子手球运动员，场上位置是守门员。她曾代表丹麦国家队参加2011年、2015年、2017年、2019年和2021年世界女子手球锦标赛，其中2021年世锦赛获得一枚铜牌。